# Mapei
Jacqueline Mapei Cummings (nascida em 20 de dezembro de 1983 nos EUA), conhecida pelo seu nome artístico Mapei, uma sueca-americana conhecida pelo seu single  "Don't Wait," que foi lançado através da Downtown Records em 2013. Seu primeiro EP, The Cocoa Butter Diaries, foi lançado em 2009, também através de Downtown Records. Seu primeiro álbum, Hey,hey, foi lançado em 23 de setembro de 2014, e a versão DELUXE do álbum lançada em 2015

## Biografia
Mapei nasceu em Providence, Rhode Island, Estados Unidos, mas mudou-se antes dela completar dez (10) anos de idade. começou a dividir o seu tempo entre a América e Suécia depois que sua mãe e padrasto Sueco mudou-se para Estocolmo, vive em Estocolmo, durante o ano letivo, e retornando para a América para os verões.
Mapei lançou seu EP de estreia como rapper em Downtown Records em 2009. Depois do lançamento de The Cocoa Butter Diaries, Mapei começou seu álbum de lançamento com a dupla francesa  de música eletrônica Justice.

## Discografia

### Álbuns
| Ano  | Álbum   |
| ---- | ------- |
| 2014 | Hey Hey |

### EPs
- 2009: The Cocoa Butter Diaries
- 2014: Don't Wait EP

### Singles
| Ano  | Singles      | Álbum   |
| ---- | ------------ | ------- |
| 2013 | "Don't Wait" | Hey Hey |
| 2014 | "Change"     | Hey Hey |
| 2014 | "Believe"    | Hey Hey |